# Niwno
Niwno (biał. Ніўнае; ros. Нивное) – wieś na Białorusi, w obwodzie mińskim, w rejonie stołpeckim, w sielsowiecie Derewno.

## Historia
W dwudziestoleciu międzywojennym leżało w Polsce, w województwie nowogródzkim, w powiecie stołpeckim, w gminie Derewno. W 1921 miejscowość liczyła 520 mieszkańców, zamieszkałych w 93 budynkach, wyłącznie Polaków. 519 mieszkańców było wyznania rzymskokatolickiego i 1 prawosławnego.
W czasie II wojny światowej 3 mieszkańców Niwna dołączyło do Zgrupowania Stołpeckiego Armii Krajowej.
Po II wojnie światowej w granicach Związku Radzieckiego. Od 1991 w niepodległej Białorusi.